# Guerre di Galizia-Volinia

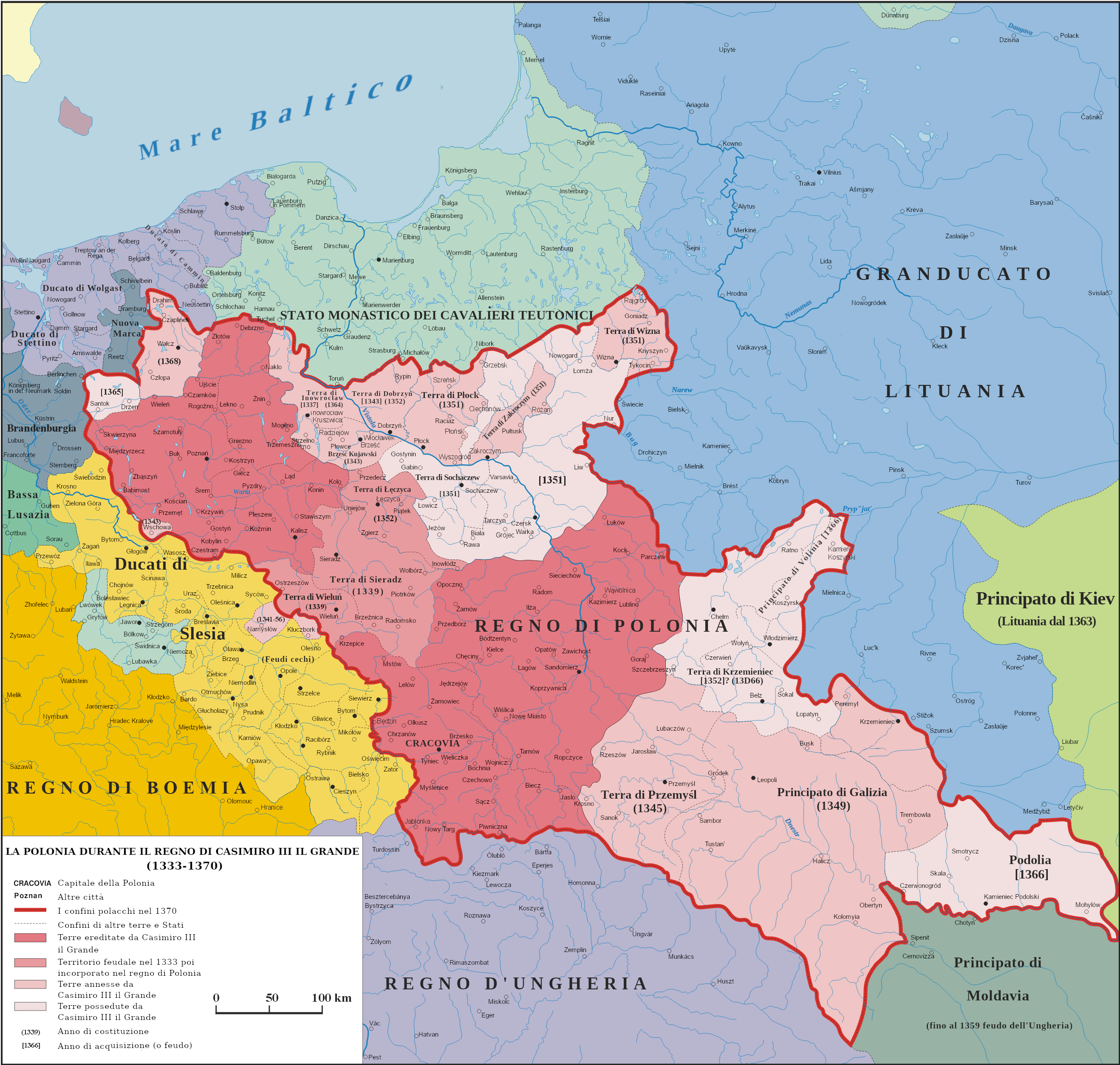
Il Regno di Polonia tra 1333 e 1370. Le espansioni territoriali polacche nel sud-est sono segnate sulla cartina in rosa pallido.

Le guerre di Galizia–Volinia furono diverse guerre di successione, combattute fra gli anni 1340–1392 per stabilire la successione al trono del Principato di Galizia-Volinia. Dopo che Boleslaw-Jurij II venne avvelenato da alcuni nobili locali nel 1340, sia il Granducato di Lituania che il Regno di Polonia avanzarono dei diritti sul principato. Dopo un prolungato conflitto, la Galizia–Volhynia venne divisa fra Polonia che acquisì la Galizia) e la Lituania che ebbe la Volinia, ed il principato cessò di esistere come stato indipendente. Le due nazioni si spartirono un territorio di circa 52.000 km² con una popolazione di circa 200.000 abitanti.

## Antefatto
I fratelli Andrea di Galizia e Lev II di Galizia morirono nel 1323, senza lasciare alcun erede maschio al trono del Principato di Galizia-Volinia. Invece di proporre suo figlio Liubartas (che aveva sposato la figlia di Andrea) causando una guerra con la Polonia, Gediminas propose un compromesso a Ladislao I di Polonia. Entrambi furono d'accordo nel porre sul trono Boleslaw-Jurij II, nipote di Lev II e Andrea. Boleslaw-Jurij era figlio di Trojden I di Masovia della dinastia Piast, cugino di Ladislao I e nipote di Gediminas, a sua volta figliastro di Venceslao (Wacław) di Płock. Per stringere il compromesso Boleslao venne fidanzato ad Eufemia, figlia di Gediminas. Boleslao finì avvelenato nell'aprile del 1340 da alcuni nobili locali che intravidero una crescita dell'influenza polacca e boema sulla Corte. Boleslaw non lasciò eredi e la sua morte generò confusione nella regione.

## Conflitto

### Prima fase
A pochi giorni dalla morte di Boleslaw, Casimiro III di Polonia invase il principato per tutelare i mercanti cattolici polacchi dagli attacchi a Leopoli. Nel giugno 1340 Casimiro ritornò poi con un grande esercito. Dopo quattro settimane raggiunse un accordo con alcuni nobili locali ed il loro capo Dmitry Detko: in cambio dei loro servigi, i nobili locali avrebbero ottenuto protezione dal re polacco. Comunque, ebbe vita breve. I dati sono scarsi ma sembra che la Galizia–Volhynia venne spartita fra i lituani (Liubartas regnò in Volhynia ed il suo capoluogo Volodymyr-Volyns'kyj) ed i nobili locali (Detko regnò sulla Galizia). Durante l'inverno 1340–1341, il Khanato dell'Orda d'Oro (probabilmente con l'aiuto dei lituani) attaccò la Polonia e prese Lublino giustificando l'azione con il diminuito versamento dei tributi della municipalità a Mongol khan. L'azione indebolì l'influenza della Polonia sul principato. Eufemia, vedova di Boleslaw, venne gettata nella Vistola nell'inverno 1342 per toglierla di mezzo nella lotta per la successione. Detko, che brigò per mettere polacchi, lituani e mongoli uno contro l'altro, scomparve dalle croniche nel 1344. Nello stesso anno, scoppiò un nuovo conflitto fra Polonia e Lituania ma venne subito appianato da un trattato di pace: la Volhynia venne assegnata a Liubartas e la Galizia a Casimiro.

### Seconda fase
Dopo che i lituani vennero battuti nella battaglia di Strėva dai Cavalieri Teutonici nel 1348, Liubartas perse tutti i territori ad eccezione dell'est della Volinia con Lutsk che passò a Casimiro ed al suo alleato Luigi I d'Ungheria (a Luigi vennero promessi i territori se Casimiro fosse morto senza lasciare un erede). I fratelli di Liubartas, Algirdas e Kęstutis, organizzarono diverse spedizioni contro la Polonia e la Rutenia Rossa. I lituani si allearono con la Russia: Liubartas sposò una figlia di Konstantin di Rostov, un parente di Simeone di Russia, e Algirdas sposò Uliana di Tver', cognata di Simeone. Nella primavera del 1351, Lubartas venne fatto prigioniero da Luigi, me venne poi rilasciato in estate dopo un accordo intervenuto con Kęstutis. L'accordo finì presto e seguirono ulteriori attacchi militari nel 1352. Un altro accordo, più favorevole ai lituani, venne firmato nell'autunno 1352: Lubartas ricevette non solo Volinia e Podolia, ma anche Belz e Chełm. Comunque, già nel 1353 Liubartas attaccò di nuovo. Casimiro rispose organizzando una vasta campagna contro la i pagani lituani con uno speciale permesso del papa Innocenzo VI. Dopo che la campagna non raggiunse i risultati sperati, Casimiro decise di stipulare un'alleanza con i lituani.
Nel 1366, Casimiro, alleato con Siemowit III di Masovia e nipote di Liubartas, riprese la guerra. Poiché Algirdas fu coinvolto nel conflitto e Kęstutis combatté con i Cavalieri Teutonici, Liubartas dovette combattere da solo e venne sconfitto. Nell'autunno del 1366 venne firmato un nuovo trattato: Liubartas mantenne soltanto la Volinia orientale con Lutsk e divenne dipendente dalla Polonia (avrebbe dovuto rimanere neutrale in caso che la Polonia avesse attaccato la Lituania). Casimiro ricompensò gli alleati: Yuri, figlio di Karijotas, ricevette Chełm, suo fratello Alessandro Volodymyr-Volyns'kyj, e Yuri, figlio di Narimantas, continuò a regnare su Belz.

### Terza fase
Nel 1370 Liubartas si avvantaggiò della morte di Casimiro e conquistò tutta la Volinia, compresa Volodymyr-Volyns'kyj. Fra il 1370 ed il 1387 la Galizia venne governata dalla corona ungherese. Luigi d'Ungheria nominò Ladislao II di Opole (Władysław Opolczyk) suo reggente nella regione. Nel 1376 riprese la guerra: Liubartas, Kęstutis, e Yuri di Belz attaccarono Sandomierz e Tarnów, giungendo fino a Cracovia e facendo molti prigionieri.
Dopo ritorsione di Luigi, Liubartas dovette giurare lealtà all'Ungheria ed i suoi figli vennero tenuti in ostaggio. Liubartas poteva aspettarsi un piccolo aiuto dalla Lituania ma suo fratello Algirdas morì nel 1377. Nel 1378 Luigi legò direttamente la Galizia al Regno d'Ungheria. Dopo la morte di Luigi nel 1382, Liubartas conquistò i castelli dominati dagli ungheresi (incluso Kremenets e Przemyśl), ma non riprese una guerra su larga scala. In quel tempo Lituania, Polonia, e Ungheria, tutti e tre contendenti principali per l'acquisizione del principato di Galizia-Volhynia, vennero a trovarsi in dispute relative a successione dinastiche. I nobili polacchi incoronarono l'ungherese Jadwiga (Edvige) di Polonia come loro regina ed invitarono il lituano Jogaila a divenire suo marito. Jadwiga e Jogaila firmarono l'Unione di Krewo nel 1385, creando un'unione personale tra Polonia e Lituania. Nel 1387 Jadwiga unificò Galizia a Polonia.
Liubartas morì ca. nel 1384 e gli succedette suo figlio Fëdor. Jogaila limitò la sovranità di Fëdor in Volhynia. Jogaila, sperando di riconciliarsi con suo cugino Vitoldo dopo la guerra civile lituana (1381–1384) promise Lutsk e Volodymyr-Volyns'kyj a Vitoldo. Comunque, ciò non placò la collera di Vitoldo che cercò di riguadagnare Trakai ed il potere nel Granducato di Lituania, ed egli diede inizio alla guerra civile lituana (1389–1392). La guerra finì col l'accordo di Ostrów del 1392 che fissò la spartizione della Galizia-Volinia: la Polonia prese la Galizia mentre la Lituania ebbe il controllo sulla Volinia.